# Hey Rube!

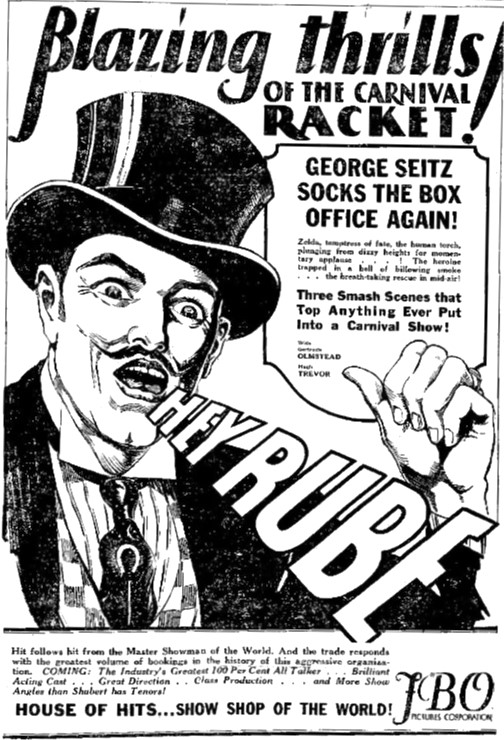
Annonce pour le film dans le magazine Variety.

Hey Rube! est un film américain réalisé par George B. Seitz et sorti en 1928.

## Fiche technique
- Réalisation : George B. Seitz[1]
- Assistant réalisateur : Thomas Atkins
- Scénario : Wyndham Gittens, Louis Sarecky
- Photographie : Robert Martin
- Montage : Ann McKnight
- Production : Film Booking Offices of America
- Durée : 60 minutes
- Date de sortie :
  - États-Unis: 22 décembre 1928

## Distribution
- Hugh Trevor (en) : String
- Gertrude Olmstead : Lutie
- Ethlyne Clair : Zelda
- Bert Moorhouse : Moffatt
- Walter McGrail : Duke

## Affiche du film
L'affiche du film représente une trapéziste (Gertrude Olmstead) qui fait une chute, alors que des flammes brulent son échelle.